# Lou (langue)
Pour les articles homonymes, voir Lou.
 (octobre 2023).
Si vous disposez d'ouvrages ou d'articles de référence ou si vous connaissez des sites web de qualité traitant du thème abordé ici, merci de compléter l'article en donnant les références utiles à sa vérifiabilité et en les liant à la section « Notes et références ».
Le lou est une langue malayo-polynésienne parlée en Papouasie-Nouvelle-Guinée, dans les îles de l'Amirauté.